# Zestrea
Zestrea este un film românesc din 1973 regizat de Letiția Popa. Rolurile principale sunt interpretate de actorii Victor Rebengiuc și Margareta Pogonat.

## Distribuție
Distribuția filmului este alcătuită din:
- Victor Rebengiuc — ing. Teodor („Doru”) Șerban, șef de secție la întreprinderea mecanică „Zori noi”
- Margareta Pogonat — ing. Livia Gavrilescu (n. Bocancea), iubita din tinerețe a lui Doru, care lucrează pe un șantier din Pitești
- Sanda Toma — Aurora („Lola”) Șerban, soția lui Doru, pontatoare la Secția Transporturi a întreprinderii „Zori noi”
- Sebastian Radovici — procurorul care anchetează cazul soților Șerban
- Mircea Bașta — ing. Mituș Gavrilescu, soțul Liviei (menționat Mircea Basta)
- Ioana Ciomîrtan — doamna Vasiliade, bunica Nanei, bătrâna pe care Lola a împrumutat-o cu 8000 de lei
- Nicolae Ifrim — Diaconu, încărcător de vagoane
- Geta Măruță — gazda ing. Șerban
- Ion Anghel — încărcător de vagoane
- Liana Dan Rizea — dactilografa de la Procuratură, prietena Liviei (menționată Liana Dan)
- Dinu Ianculescu — dr. Dolciu, participant la nunta Lolei cu Doru
- Dorin Dron — un chefliu, participant la nunta Lolei cu Doru
- Eftimie Popovici — prietenul lui Doru, cel care i-o prezintă pe Lola
- Maria Munteanu — participantă la nunta Lolei cu Doru
- Valeriu Trancea
- Adriana Georgescu
- Virgil Constantinescu
- Alexandru Vasiliu
- Florin Stroe
- Theo Partisch
- Paul Nadolschi
- Mircea Cosma
- Virgil Marcelos
- George Ulmeni
- George Pufulete
- Cătălina Popescu
- Rozina Cambos — participantă la nunta Lolei cu Doru (menționată Rozina Cambosie)
- Maria Dembrovschi
- Lucia Ocraim
- Ioana Solomon
- Irina Ivanovici
- Marta Rădulescu
- Carmen Dirna

## Primire
Filmul a fost vizionat de 1.618.708 spectatori în cinematografele din România, după cum atestă o situație a numărului de spectatori înregistrat de filmele românești de la data premierei și până la data de 31 decembrie 2014 alcătuită de Centrul Național al Cinematografiei.